# Tartaruga-do-rio-Mary
A tartaruga-do-rio-Mary (em inglês: Mary River turtle; nome científico: Elusor macrurus) é uma espécie de tartaruga endêmica do rio Mary, localizado no estado de Queensland, na Austrália. A espécie é às vezes apelidada de "tartaruga punk", devido à disposição das algas na cabeça que lembra o penteado típico de tal subcultura. A tartaruga-do-rio-Mary é conhecida pela capacidade de respirar pela cloaca e corre risco de extinção.

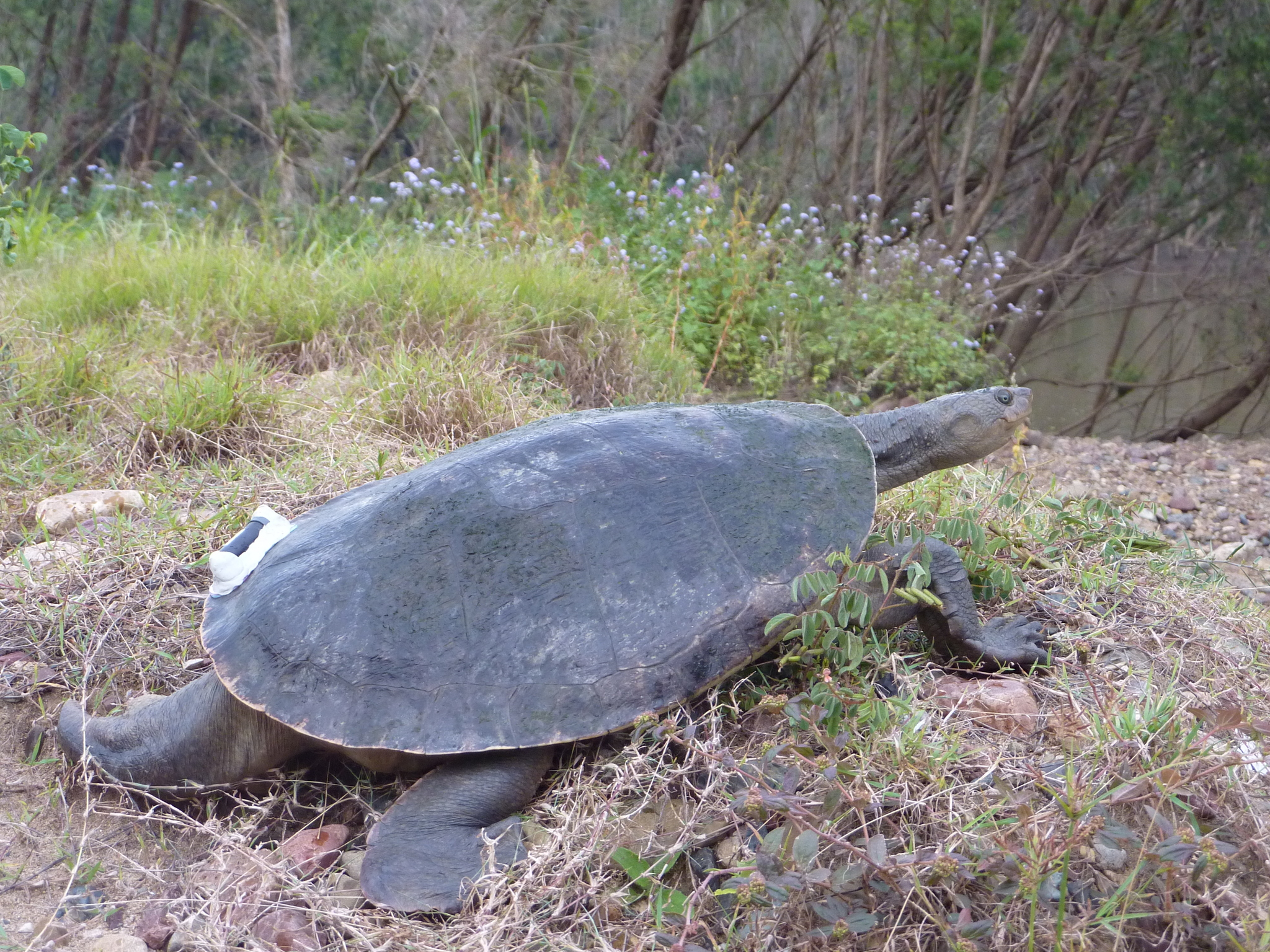
As tartarugas-do-rio-Mary adultas têm uma carapaça alongada e aerodinâmica que pode ser de cor simples ou com padrões intrincados.